# Flávia Cintra
Flávia Cintra Campillo (São Paulo, 31 de janeiro de 1973) é uma jornalista brasileira, palestrante e escritora.

## Carreira
Flávia Cintra é jornalista, repórter do Fantástico, da TV Globo. Ela iniciou sua carreira na televisão como consultora da novela "Viver a Vida" que teve a personagem Luciana (Alinne Moraes) baseada em sua história de vida. 
A jornalista foi uma das brasileiras selecionadas, a fazer parte do Comitê Ad Hoc criado pela ONU, para elaboração do conteúdo da Convenção sobre os Direitos da Pessoa com Deficiência.
Foi a partir de 2010, na TV Globo, que teve sua maior projeção profissional cobrindo diversos tipos de assuntos, como denúncias, reportagens investigativas, comportamento, entretenimento, entre outros, no tradicional programa dominical Fantástico.
Flávia é mãe de dois filhos gêmeos, que nasceram já quando havia sofrido o acidente que a deixou na cadeira de rodas. Ela sofreu um acidente de carro em 1991, que a deixou tetraplégica aos 18 anos.
É coautora do livro Maria de Rodas, que reúne relatos sobre a experiência da maternidade entre mulheres cadeirantes, que teve seu lançamento numa entrevista no prestigiado "Programa do Jô". Ela também fez o lançamento no programa "Altas Horas" com Serginho Groissmann 
Em 2022, foi agraciada com o Diploma Berta Lutz, no Senado Federal.
Em 2024, apresentou um novo programa do Projeto Falas, nomeado "Falas de Acesso, mostrando experimentos sociais para ensinar situações capacitistas ignoradas por uma parte da população

## Acidente
Aos 18 anos, Flávia voltava para Santos, cidade do litoral paulista onde morava quando na rodovia Anchieta o motorista, seu então namorado, foi desviar de um corpo que estava estendido no asfalto, mas perdeu o controle do carro, que capotou diversas vezes. Quando o veículo parou, ela já não sentia o corpo do pescoço para baixo, percebendo que estava presa às ferragens. Após uma cirurgia, foi diagnosticada como tetraplégica. Após algum tempo tetraplégica, Flávia foi para a universidade e se formou em jornalismo. Também se casou e teve gêmeos, chamados Mariana e Mateus. Com algum tempo de fisioterapia, recuperou alguns movimentos das mãos e dos braços.